# Prins Carnaval

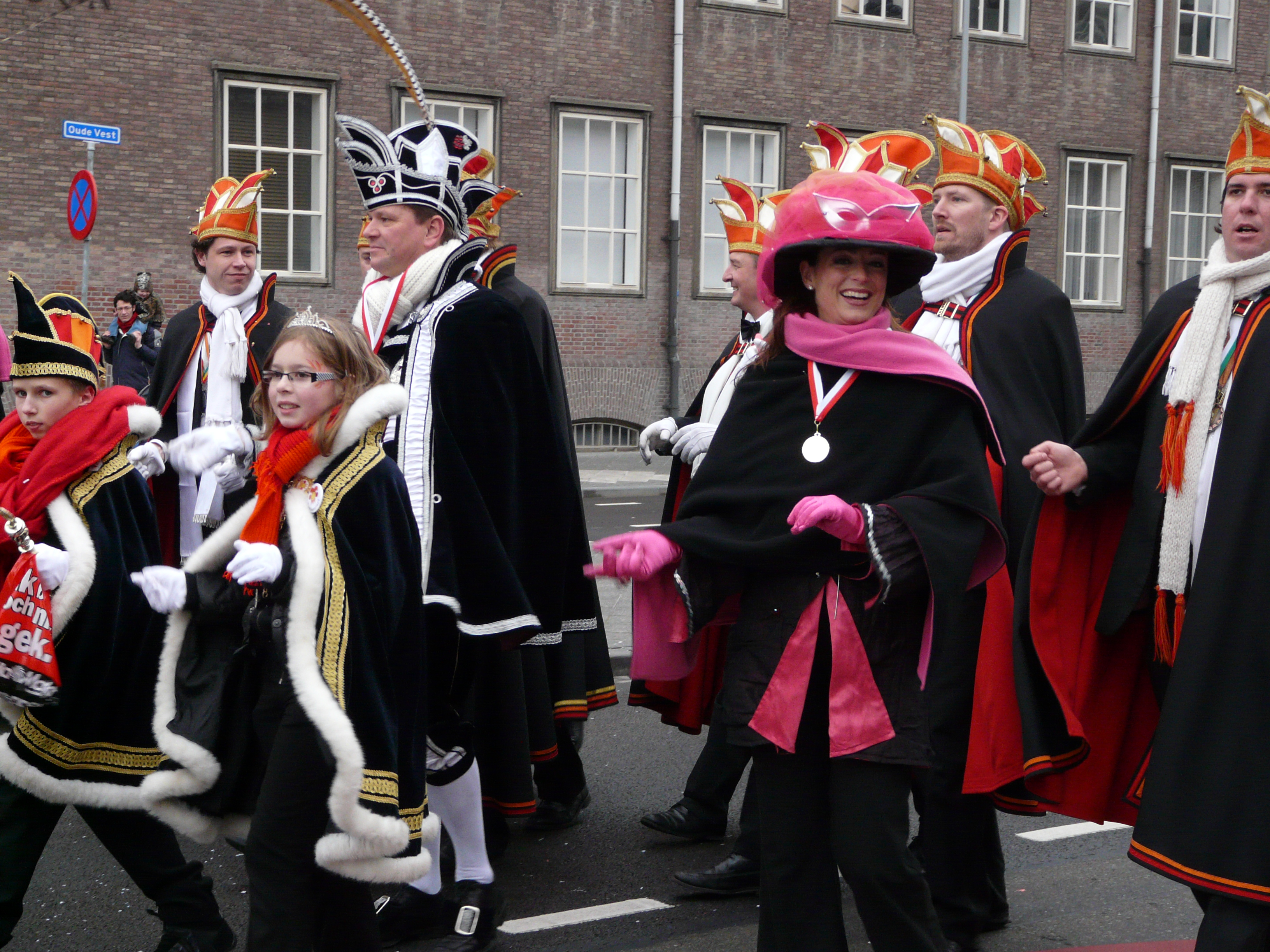
Prins Dionysos met gevolg tijdens de Brakkensliert, Breda, 22 februari 2009

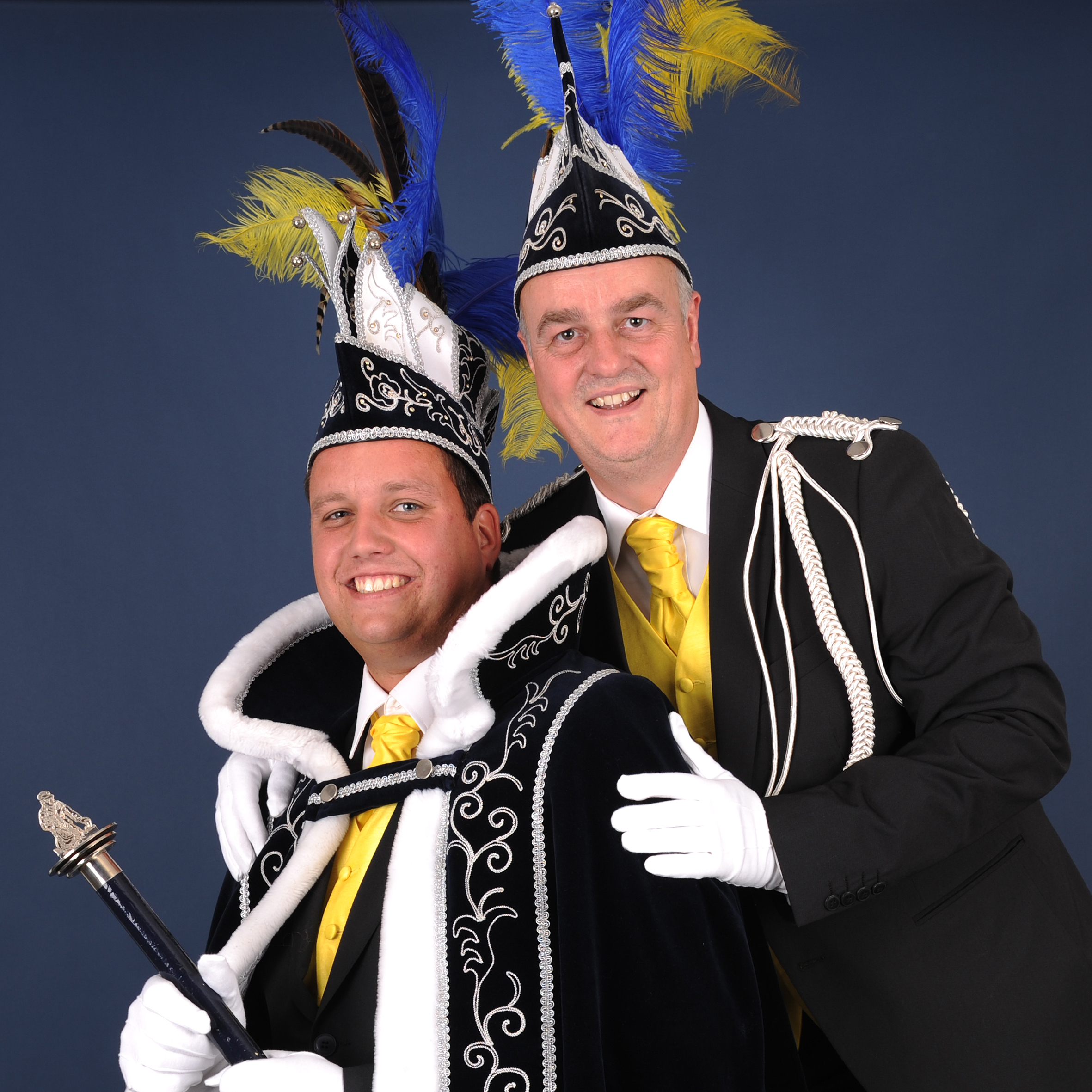
Prins en Adjudant Raopersgat

Prins Carnaval (of vaak de Prins) is een gekozen ceremoniemeester, die voorafgaand aan en tijdens carnaval een belangrijke rol speelt binnen de plaats of carnavalsvereniging waar hij prins van is. Vanwege de betekenis van het getal 11 als het gekkengetal wordt de nieuwe Prins in een aantal plaatsen op of rond 11 november (de elfde van de elfde) gekozen. Meestal is het iemand die in het verleden al actief in het plaatselijke carnavalsleven is geweest.

## Organisatie
In principe heeft iedere carnavalsvereniging of plaats waar carnaval gevierd wordt een eigen Prins. Tot aan het moment van de officiële bekendmaking (proclamatie) is dit het grootste geheim van de stad. Het is een sport geworden onder de bevolking om vooraf te raden en te gokken wie de nieuwe Prins gaat worden. De Prins wordt bijgestaan door de Raad van Elf, maar vaak ook door een Prinses, een hofnar, een minister, een of meer adjudanten en/of hofdames of een page. In Limburgse en Oost-Brabantse dorpen en steden wordt ieder jaar een nieuwe Prins gekozen, maar in Noord-Brabant gebeurt het ook weleens dat iemand meerdere jaren de rol van Prins vervult.

## Tradities

### Sleuteloverdracht
In verschillende plaatsen draagt de burgemeester, in de week voor carnaval, met een vrolijke doch officiële plechtigheid het bestuur van de stad over aan de Prins, waarbij de sleutel van de stad wordt overhandigd. Die sleutel kan een grote houten sleutel zijn, bij voorkeur verguld, maar het is ook weleens een fietssleuteltje. De sleutel wordt na carnaval teruggebracht. Dit kan zijn op Aswoensdag, maar bijvoorbeeld ook op dinsdagavond om 23:11 uur. Dit kan per vereniging of gemeente verschillen.

### Naamgeving
De naam van de Prins is in de meeste plaatsen de eigen naam of een verbastering van degene die de rol van Prins vervult, gevolgd door een volgnummer in Romeinse cijfers.
Het is mogelijk dat een carnavalsprins wordt aangeduid als de eerste, bijvoorbeeld Prins Erik I. Bij echte vorsten is dat niet gebruikelijk: men spreekt pas van Beatrix I als er een tweede Beatrix is.
In sommige plaatsen in Noord-Brabant is het traditie dat de Prins elk jaar dezelfde naam aanneemt. Zo is men in Oosterhout al aan Mienus XIV (de veertiende) toe. In Dongen blijven de meeste Prinsen meerdere jaren zitten, maar neemt de nieuwe Prins de naam Andreo aan, gevolgd door het volgnummer, dat gelijk is aan van het aantal jaar dat de Carnavalsstichting bestaat. Zodoende draagt de huidige Prins de naam Andreo LVII (de zevenenvijftigste). In Groesbeek (Keulen van Gelderland) draagt de Prins altijd dezelfde naam: Ummenie. Inmiddels is men daar toegekomen aan Ummenie de 60ste (2020).

#### Monsieur le Baron
In het voormalige dorp Ginneken heeft men een Carnavalsbaron. Hij is een verre nazaat van een fictieve Franse adellijke familie "Le Dernièrre du Moment" (van het Leste Ogenblik) en wordt aangesproken als "Monsieur le Baron".

### Prinsenfoto
Met name in Limburg is het gebruikelijk dat er een staatsiefoto van de Prins of het Prinsenpaar (Prins met Prinses, Hofnar etc.) gemaakt wordt, die op grote posters wordt uitgedeeld in de stad of het dorp, zodat iedereen die niet bij de bekendmaking aanwezig was weet wie de Prins is.

### Kostuum
Het kostuum of pak van de Prins kan verschillend zijn. Hij draagt bijvoorbeeld een jasje in rood, groen of blauw, afgewerkt met zilver, goud of diamantjes, een bijpassende cape en een korte broek in dezelfde stijl als het jasje en de cape met daaronder een witte maillot. Het kan ook dat de Prins een rokkostuum draagt (zwart jasje en zwarte lange broek), zonder cape. Een combinatie is ook mogelijk.
Wel draagt elke Prins een muts of steek waarop enkele fazantenveren op zijn bevestigd. In zijn handen houdt hij de scepter van de vereniging en rond zijn hals draagt hij een speciale prinsenmedaille.

### Onderscheiding
Elke Prins heeft zijn eigen onderscheiding. De onderscheiding staat vaak in het teken van zijn leven (denk aan werk, hobby's, et cetera) en heeft vaak ook een verwijzing naar de vereniging in de onderscheiding verwerkt.
Op de onderscheiding moeten de volgende gegevens aanwezig zijn: 
- naam van de Prins
- naam van de vereniging
- jaartal van het prinsenschap

De prins heeft een aantal verplichtingen als het gaat om het onderscheiden, dit gaat om de mensen binnen de vereniging en de Prinsen waar hij op bezoek gaat. Voor de rest is het aan de Prins zelf aan wie hij een onderscheiding geeft.
Wie krijgen een onderscheiding?
- De Vorst
- Adjudant(en)
- Jeugdprins, Jeugdprinses of Jeugdprinsenpaar
- Raad van Elf
- Vrouwen van de Raad van Elf
- Adjudanten van de Jeugd
- Jeugd Raad van Elf
- Bestuur
- Familie
- Directe familie van de Jeugd

Een onderscheiding krijgen is een eer, het betekent voor de persoon dat de Prins jou als belangrijk persoon ziet. Het is dus ook van belang dat je de onderscheiding het hele carnavalsseizoen draagt bij evenementen en de dagen van carnaval zelf.

## Jeugdprins
Naast de (volwassen) Prins, hebben veel plaatsen ook een aparte Jeugdprins, Jeugdprinses of Jeugdprinsenpaar. Deze Jeugdprins(es) is tijdens de carnavalsdagen de heerser van alle kinderen in de betreffende plaats.